# Casa Albert Bonamusa
La Casa Albert Bonamusa és una obra noucentista de Cardedeu (Vallès Oriental) inclosa a l'Inventari del Patrimoni Arquitectònic de Catalunya.

## Descripció
Casa de tipologia ciutat-jardí amb planta i golfes i coberta a dues vessants. La casa està rodejada per una tanca d'obra baixa. Consta de tres façanes, una principal que dona al carrer i les altres dues donen al petit jardí en forma triangular que fa angle amb el carrer.
Finestres de diferents mides amb composició geomètrica, travessades per un fris de maó. La façana té perfil trencat (recordant una petita basílica). Els materials emprats són: maó, arrebossat, teula àrab i pedra al sòcol.

## Història
L'expedient de petició de permís per fer la torre porta la data de 1930 i està firmada per Albert Bonamusa i auleda. Els plànols es presentaren l'any 1931 formats per l'arquitecte municipal Raspall.
El preu d'oferta per a vendre la casa era de 12000 ptes.